# Македония в снимки
„Македония в снимки“, среща се и като „Македония“, е един от първите български документални филми. Автори на филма са Георги Занков и Арсени Йовков. Филмът е заснет през 1923 г. със средства на Илинденската организация и е направен по повод 20-годишнината от Илинденско-Преображенското въстание. Заснет е на нитратна черно-бяла „Агфа“ филмова лента, 35 мм, боядисана с вираж. Филмът е заснет в две части, от които днес е запазена само първата, която е с приблизителна дължина 16,08 минути. Филмът е предаден от комунистическите власти на Скопие през 1947 година, заедно с останалите материали, принадлежали дотогава на Македонския научен институт. Днес в Северна Македония по идеологически причини съавторството на самоковлията Занков е пренебрегнато. През 2008 г. там са направени копия на филма и той е прехвърлен на лента „Кодак“, а през 2013 г. е дигитализиран.